# Кузьниця-Стара (Мишковський повіт)
Кузьниця-Стара (пол. Kuźnica Stara) — село в Польщі, у гміні Порай Мишковського повіту Сілезького воєводства.
Населення — 324 особи (2011).
У 1975-1998 роках село належало до Ченстоховського воєводства.

## Демографія
Демографічна структура станом на 31 березня 2011 року:
|          | Загалом | Допрацездатний вік | Працездатний вік | Постпрацездатний вік |
| -------- | ------- | ------------------ | ---------------- | -------------------- |
| Чоловіки | 147     | 18                 | 109              | 20                   |
| Жінки    | 177     | 31                 | 90               | 56                   |
| Разом    | 324     | 49                 | 199              | 76                   |